# يوم الاستقلال (أوكرانيا)
يوم استقلال أوكرانيا أو يوم الاستقلال الأوكراني، هو يوم أُعلن في 24 أغسطس 1991 عيدا لاستقلال أوكرانيا عن الإتحاد السوفييتي.
في 16 يوليو 1990، اعتمد البرلمان الجديد إعلان سيادة دولة أوكرانيا. أسس الإعلان مبدأ تقرير المصير للأمة الأوكرانية، والديمقراطية والاستقلال السياسي والاقتصادي، وأولوية القانون الأوكراني على القانون السوفياتي على الأراضي الأوكرانية. قبل شهر، اعتمد إعلان مماثل من قبل البرلمان في روسيا الشيوعية. بدأت في هذه الفترة مواجهات بين المركزيين السوفييت، والسلطات الجمهورية الجديدة. في آب / أغسطس 1991، حاول فصيل من المحافظين بين القادة الشيوعيين في الاتحاد السوفياتي الانقلاب لإزالة ميخائيل غورباتشوف، واستعادة سلطة الحزب الشيوعي. بعد المحاولة الفاشلة في 24 آب 1991 اعتمد البرلمان الأوكراني قانون الاستقلال والذي أعلن فيه البرلمان أوكرانيا دولة ديمقراطية مستقلة.
جرى الاستفتاء والانتخابات الرئاسية الأولى يوم 1 كانون الأول 1991. في ذلك اليوم، أيد أكثر من 90% من الشعب الأوكراني قانون الاستقلال، وانتخبوا رئيس البرلمان، ليونيد كرافتشوك ليكون أول رئيس للبلاد. في الاجتماع الذي عقد في بريست، بيلاروسيا، في 8 كانون الأول، والاجتماع التالي في ألماتي في 21 من نفس الشهر، اجتمع قادة بيلاروسيا، روسيا، وأوكرانيا، وحلوا الاتحاد السوفياتي رسمياً وتشكل اتحاد الدول المستقلة.
على الرغم من أن فكرة أمة أوكرانية مستقلة لم تبرز في القرن العشرين في أذهان واضعي السياسات الدولية، اعتبرت أوكرانيا بداية كجمهورية بظروف اقتصادية مواتية بالمقارنة مع مناطق أخرى من الاتحاد السوفياتي. ومع ذلك شهدت البلاد تباطؤاً اقتصادياً أكثر عمقا من بعض الجمهوريات السوفياتية السابقة الأخرى. خلال فترة الركود، خسرت أوكرانيا 60 في المئة من ناتجها المحلي الإجمالي 1991-1999 ، وعانت من معدلات تضخم من خمسة أرقام. تظاهر الأوكرانيون وتم تنظيم الإضرابات بسبب عدم الرضى عن الظروف الاقتصادية، فضلا عن الجريمة والفساد.
استقر الاقتصاد الأوكراني قبل نهاية التسعينات. تم استحداث العملة الجديدة، هريفنا أوكرانية، في عام 1996. منذ عام 2000، تمتعت البلاد بنمو اقتصادي حقيقي مطرد بوسطي سبعة في المئة سنويا.
اعتمد دستور جديد لأوكرانيا خلال حكم الرئيس الثاني ليونيد كوتشما في عام 1996، حول هذا الدستور جمهورية أوكرانيا إلى نظام نصف رئاسي، وأنشأ نظاماً سياسياً مستقراً. انتقد كوتشما من قبل المعارضين بسبب الفساد وتزوير الانتخابات، وعدم تشجيع حرية التعبير وتركيز الكثير من السلطة في مكتبه. كما أنه نقل الممتلكات العامة مرارا وتكرارا إلى أيدي القلة ذات النفوذ.

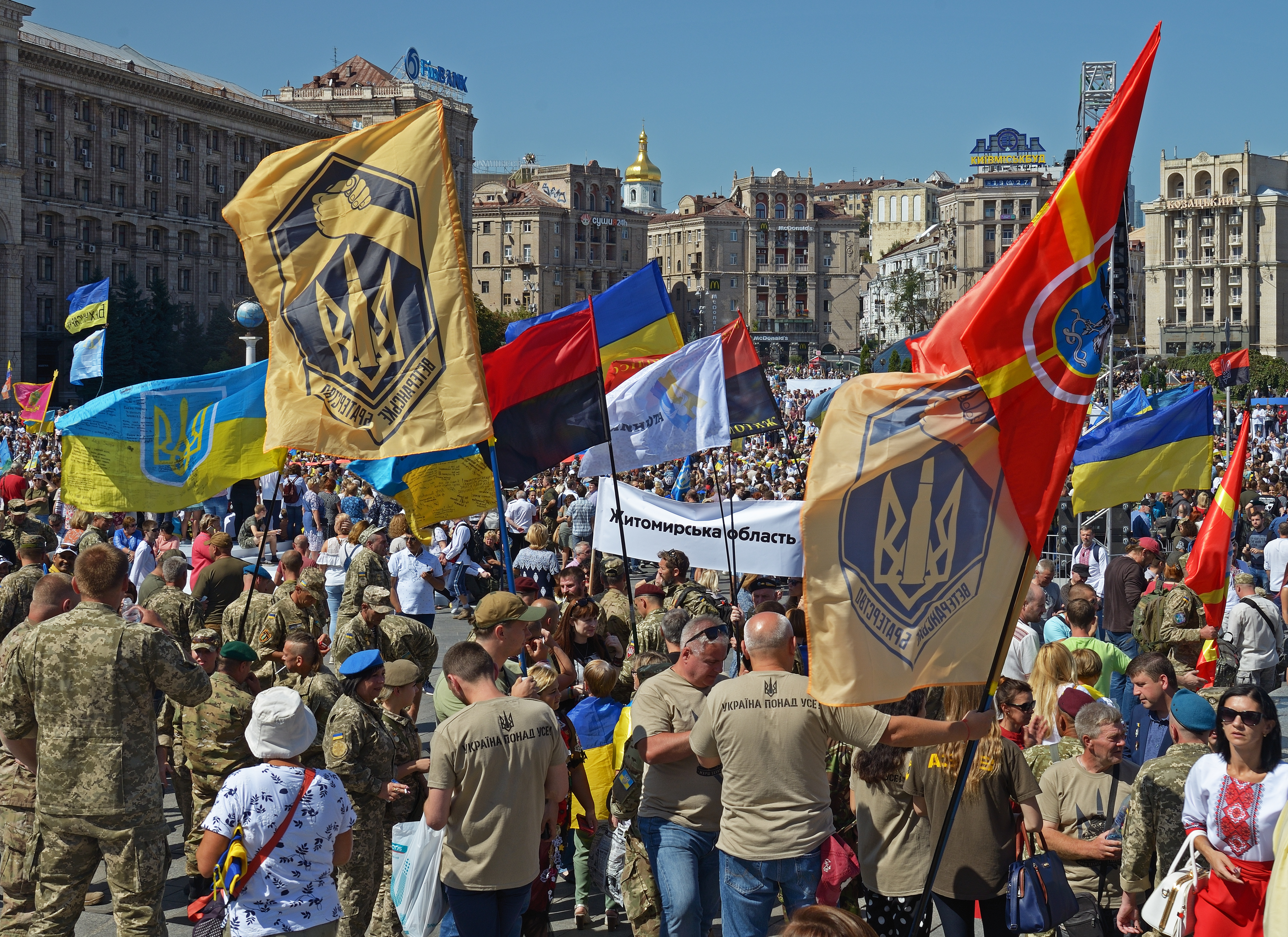
يوم الاستقلال في أوكرانيا (سنة 2019)

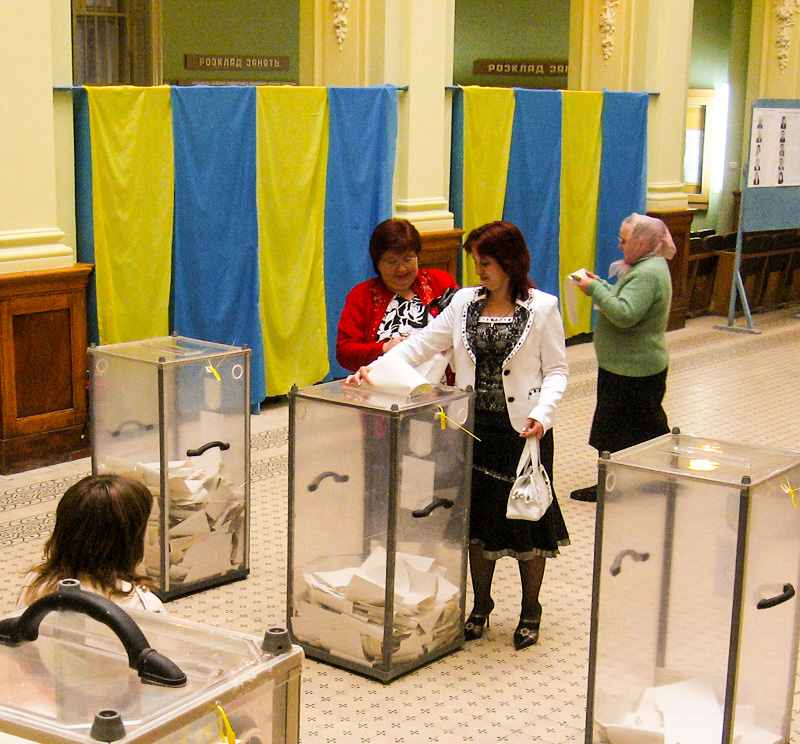
تحولت أوكرانيا في الفترة الحديثة إلى دولة أكثر ديمقراطية

## تاريخ

### 2019
في 10 يوليو 2019، أعلن الرئيس فولوديمير زيلينسكي على فيسبوك أن احتفالات يوم الاستقلال الأوكراني لسنة 2019 لن تشمل عرضًا عسكريًا (لأول مرة منذ إلغاء العرض في الفترة 2010-2014) وقال: «لقد قررنا تخصيص 300 مليون هريفنا (ما يقرب من 12 مليون دولار) كمكافآت مدفوعة لجنودنا: الجنود المؤقتين، والطلاب العسكريين، والرقباء، والضباط.»

### 2020
في يوم الاستقلال في عام 2020، أعلن الرئيس فولوديمير زيلينسكي خلال خطابه أنه لن تكون هناك أبدًا معدات عسكرية في استعراض عسكري في كييف طالما أن الحرب في دونباس مستمرة، حيث قال أن هناك حاجة إليها الآن. وقد صرح الرئيس فولوديمير زيلينسكي أن العروض العسكرية ستقام في المستقبل «عرض النصر الأوكراني، عندما سنعود جميع شعبنا وكل أراضينا». أقيم الحفل، بالإضافة إلى الحفلة الموسيقية التي تلت ذلك، في ميخايليفسكا ساحة أمام دير القبة الذهبية للقديس ميخائيل، المقر الحالي للكنيسة الأرثوذكسية لأوكرانيا، وبالتالي تم تكريم العاملين الطبيين والمهنيين الأوكرانيين الذين ساهموا بجهودهم خلال جائحة كوفيد-19 في جميع أنحاء أوكرانيا.

### 2021
للاحتفال بالذكرى السنوية، تمت دعوة القادة الأجانب، بما في ذلك الرئيس الأمريكي جو بايدن، والرئيسة اليونانية كاترينا ساكيلاروبولو، والرئيس الليتواني جيتاناس نوسيدا، ورئيسة مولدوفا مايا ساندو.

## وصلات خارجية
- البوابة العربية إلى أوكرانيا
- رئيس أوكرانيا
- موقع الحكومة الأوكرانية
- موقع البرلمان الأوكراني
- قائد الدولة ووزراء الحكومة